# Gamasellus robustipes
Gamasellus robustipes är en spindeldjursart som beskrevs av Berlese 1908. Gamasellus robustipes ingår i släktet Gamasellus och familjen Ologamasidae. Inga underarter finns listade i Catalogue of Life.